# Galleria d'arte Műcsarnok
La galleria d'arte Műcsarnok è situata nella piazza degli Eroi di Budapest, di fronte al Museo di belle arti.
Qui si trova un ampio spazio espositivo, che ospita prevalentemente opere di pittori e scultori contemporanei. Questa galleria d'arte è ospitata in un imponente edificio neoclassico progettato da Fülöp Herzog e da Albert Schickedanz nel 1895, con un ampio portico a sei colonne.
Il mosaico che raffigura Santo Stefano, il patrono delle belle arti, è un'aggiunta del 1938 completata nel 1941. Dietro il portico c'è un trittico in affresco di Lajos Deák Ébner, lui stesso ha intitolato le tre parti rispettivamente L'inizio della scultura, Le origini delle arti e Le origini della pittura.